# منزل خاوری
خانه خاوری مربوط به دوره قاجاریه است و در شهرستان فردوس، بخش بشرویه، شهر بشرویه، خیابان ملا عبدالله تونی بشرویی واقع شده و این اثر در تاریخ ۸ بهمن ۱۳۸۵ با شمارهٔ ثبت ۱۷۰۴۸ به عنوان یکی از آثار ملی ایران به ثبت رسیده‌است.